# İsmail Ogan
Pour les articles homonymes, voir Ogan.
İsmail Ogan (né le 5 mars 1933 à Antalya où il est mort le 26 avril 2022) est un lutteur turc spécialiste de la lutte libre. 
Il participe aux Jeux olympiques d'été de 1960 et aux Jeux olympiques d'été de 1964 en combattant dans la catégorie des poids mi-moyens (67-73 kg). En 1960, il remporte la médaille d'argent et en 1964, il remporte la médaille d'or.

## Palmarès

### Jeux olympiques
- Jeux olympiques de 1960 à Rome,  Italie
  -  Médaille d'argent.
- Jeux olympiques de 1964 à Tokyo,  Japon
  -  Médaille d'or.